# W pogoni za cieniem
W pogoni za cieniem (ang. The Thin Man) – amerykański film z 1934 roku w reżyserii W.S. Vana Dyke’a.

## Obsada
- William Powell jako Nick Charles
- Myrna Loy jako Nora Charles
- Maureen O’Sullivan jako Dorothy Wynant
- Nat Pendleton jako porucznik John Guild
- Minna Gombell jako Mimi Wynant Jorgenson
- Porter Hall jako Herbert MacCaulay
- William Henry jako Gilbert Wynant
- Cesar Romero jako Chris Jorgenson

## Nagrody i nominacje
| Nazwa | Nominacje | Źr.   |
| ----- | --- | ----- |
| Oscar | • film wytwórnia Metro-Goldwyn-Mayer • aktor pierwszoplanowy William Powell • reżyser W.S. Van Dyke • scenariusz adaptowany Albert Hackett i Frances Goodrich | [ 1 ] |

## Wyróżnienia
| Rok  | Amerykański Instytut Filmowy                                    | Miejsce | Źr.         |
| ---- | --------------------------------------------------------------- | ------- | ----------- |
| 2000 | lista 100 najśmieszniejszych amerykańskich filmów wszech czasów | 32      | [ 2 ] [ 3 ] |